# Rebecca Front
Rebecca Louise „Becky“ Front (* 16. Mai 1964 in London) ist eine britische Schauspielerin und Drehbuchautorin.

## Leben
Rebecca Front begann während ihrer Studienzeit in Oxford erstmals als Schauspielerin zu arbeiten und ging 1984 als Mitglied der Komiker-Gruppe The Oxford Revue auf Tournee.
Sie hatte ihren ersten großen Auftritt ab 2000 in der Comedy-Serie Time Gentlemen Please. Später hatte sie vor allem Auftritte in Fernsehserien wie Lewis – Der Oxford Krimi, Agatha Christie’s Poirot und Blockbustern wie Planet 51.
Sie ist seit 1998 mit Poirot-Produzent Phil Clymer verheiratet und hat zwei Kinder.

## Filmografie (Auswahl)
- 1994: The Day Today (Fernsehserie)
- 1994–1995: Knowing Me, Knowing You (Fernsehserie, 8 Folgen)
- 1998–2000: Eric im Stress (Stressed Eric, Fernsehserie, 13 Folgen)
- 2002: Big Train (Fernsehserie)
- 2004–2005: Nighty Night (Fernsehserie)
- 2004–2006: The Catherine Tate Show (Fernsehserie)
- 2006–2014: Lewis – Der Oxford Krimi (Lewis, Fernsehserie, 36 Folgen)
- 2009: Planet 51 (Sprechrolle)
- 2009–2012: The Thick of It (Fernsehserie, 13 Folgen)
- 2011: New Tricks – Die Krimispezialisten (New Tricks, Fernsehserie, 1 Folge)
- 2013: Agatha Christie’s Poirot (Fernsehserie)
- 2013–2014: The Wrong Mans – Falsche Zeit, falscher Ort (The Wrong Mans, Fernsehserie, 5 Folgen)
- 2014: Inspector Barnaby: Fernsehserie, Staffel 16, Folge 2: Da hilft nur beten (Let Us Prey)
- 2015: Humans (Fernsehserie)
- 2018, 2019: Poldark (Fernsehserie, 6 Folgen)
- 2019: Death in Paradise (Fernsehserie, 1 Folge)
- 2019: The Aeronauts
- 2021: Killer’s Bodyguard 2 (The Hitman’s Wife’s Bodyguard)
- 2021: Grantchester (Fernsehserie, 1 Folge)
- 2022: The Chelsea Detective (Fernsehserie, 1 Folge)